# Balamkú

Balamkú (signifiant le temple du jaguar) est un petit site maya qui n'a été découvert qu'en 1990. Néanmoins, c'est sa grande frise en stuc, dite frise de l'Univers, sans équivalent connu, qui en fait l'intérêt parmi les autres sites mayas de l'état mexicain du Campeche.

## Histoire
Le site fut occupé dès 300 avant notre ère et les plus importants bâtiments découverts à ce jour ont été édifiés entre 300 et 600 de notre ère.
Balamkú a été découvert en 1990 par l'archéologue mexicain Florentino García Cruz.

## Structures
Le site possède dans son groupe sud une grande frise en stuc modelé et peint qui couronnait sur 17 mètres de long et 2,5 mètres de haut un petit palais de ce groupe, dit Maison des Quatre Rois (en référence aux quatre souverains mayas apparaissant dans la frise qu'il supporte). Élaborée entre 550 et 650 de notre ère, elle représente une allégorie de l'ordre de l'Univers : quatre scènes d'ascension (figurant un monstre de la Terre surmonté par un crapaud ou un crocodile, eux-mêmes couronnés par la représentation d'un roi assis en tailleur) se détachent d'un motif linéaire formés de serpents et de jaguars stylisés qui s'intercalent entre elles.

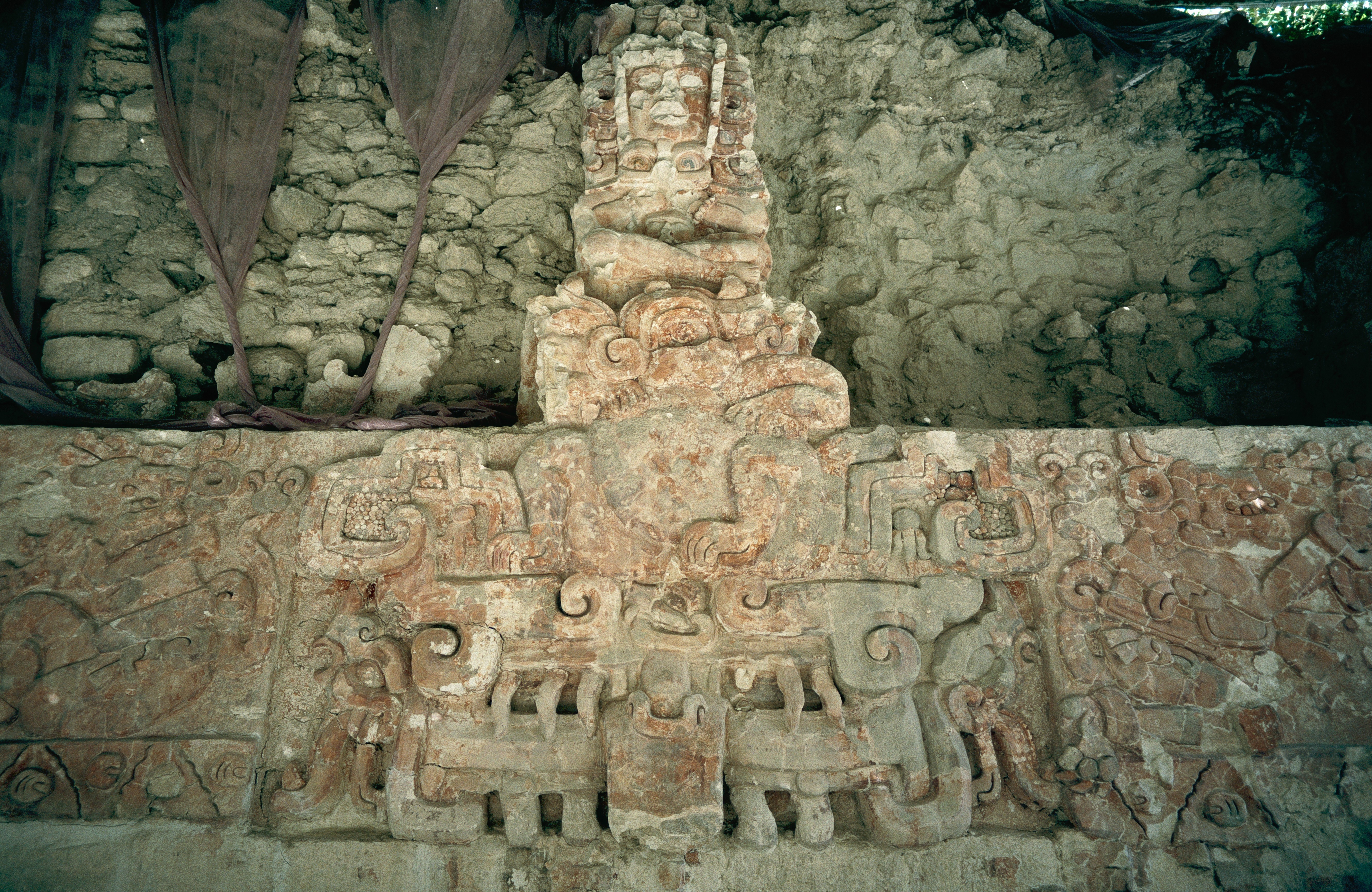
Frise en stuc du temple des Frises
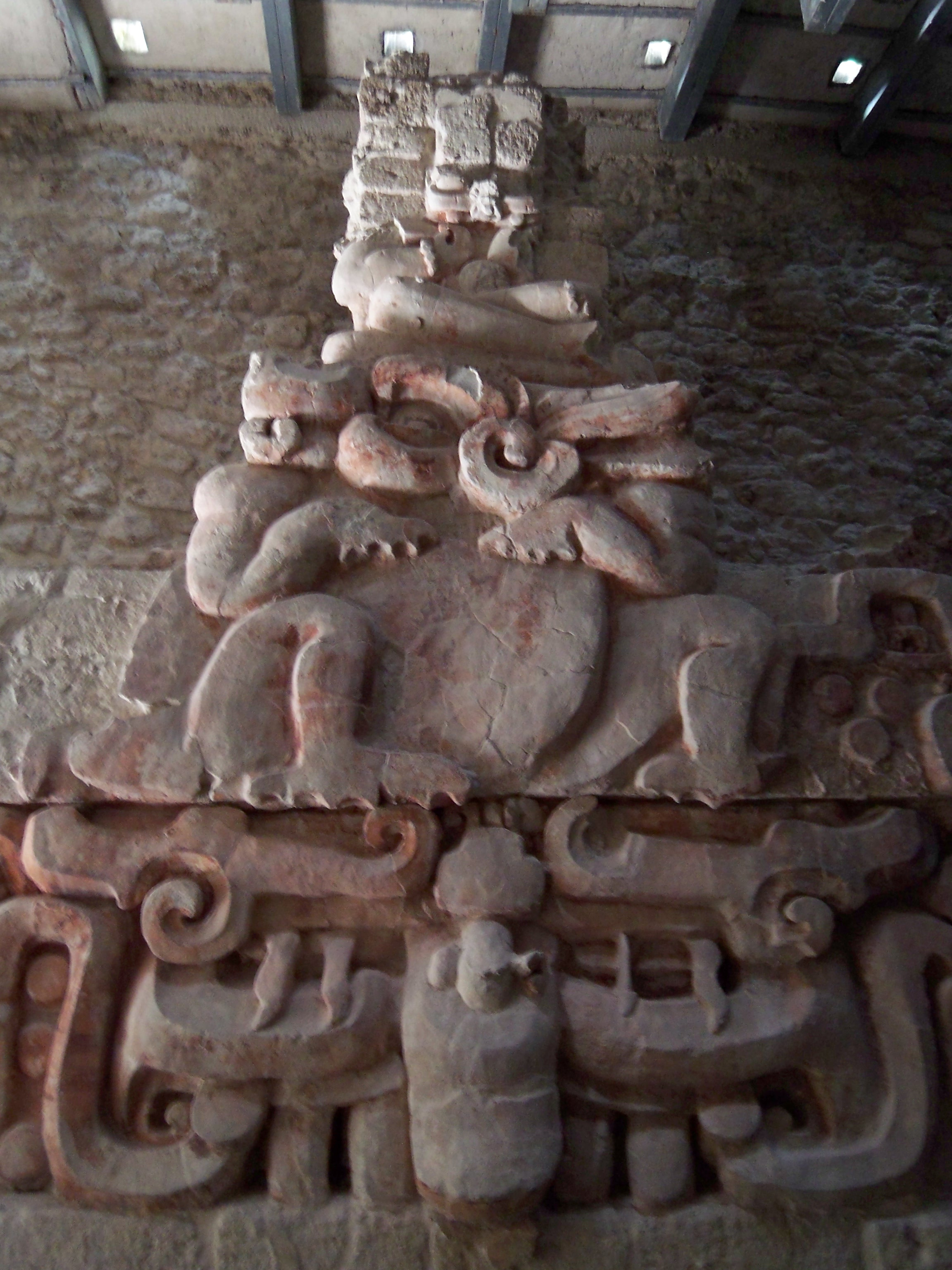
Frise partielle en stuc du temple des Frises
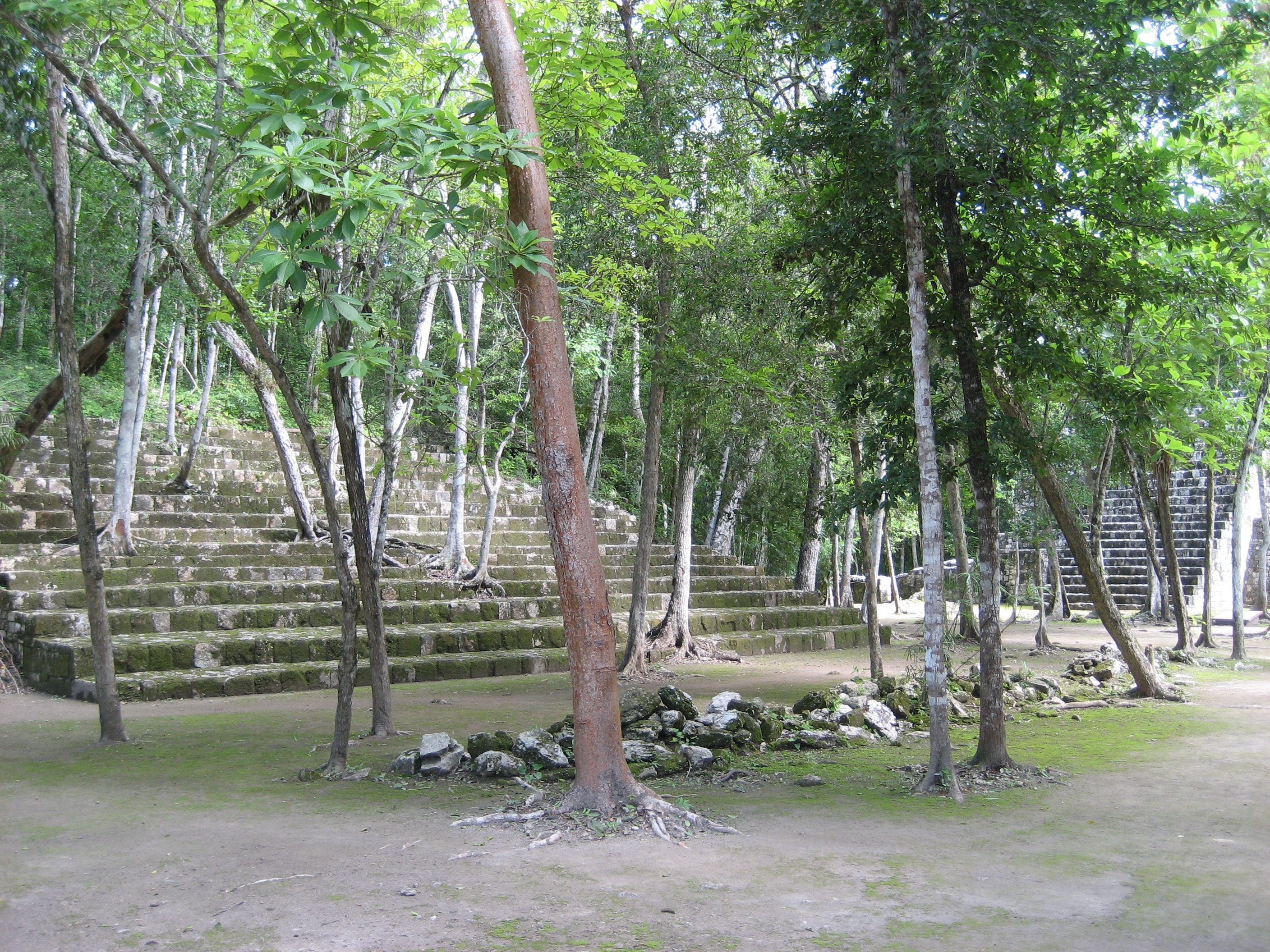
Le groupe sud de Balamku, vue vers le nord-ouest
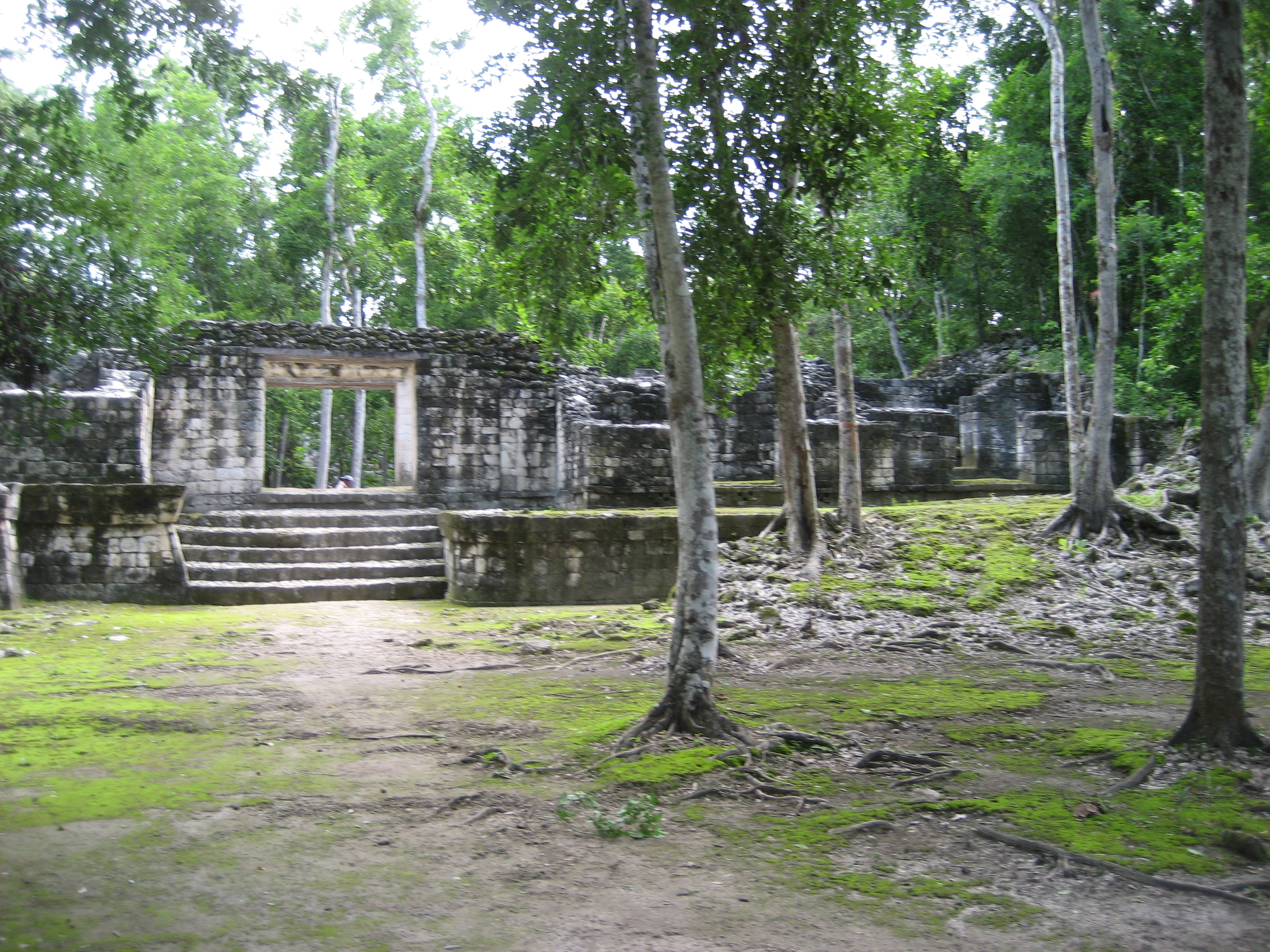
Le groupe sud de Balamku, vue vers le sud-est